# 种子岛时尧
种子岛时尧（1528年—1579年10月21日）日本战国时代岛津氏的家臣、种子岛氏第十四代当主。为种子岛惠时之子。
种子岛氏世代领有种子岛。1543年（天文十二年），一艘载有两名葡萄牙商人的明船漂到种子岛。当时种子岛时尧只有16岁，对这两个葡萄牙人感兴趣，于是葡萄牙人给他示范发射铁炮（火绳枪）。时尧见到火绳枪的威力，当即花了2000两黃金购买了两挺，命锻冶师八板金兵衛負責槍身拆解研究、笹川小四郞負責火藥成份研究，因而成功仿制了火绳枪。这种仿制的火绳枪被称为种子岛铳，之后大大影响了日本战国时代的历史。目前當年時堯所製的日本第一支火绳枪，已作種子島西之表市文化財被妥善保存並展示。
1555年，追随岛津贵久攻打大隅国，此后，娶岛津忠良的女儿为妻。
永禄3年（1560年）時堯將家督位置予長子時次繼承，但因時次於永禄5年（1562年）早夭，時堯再度復位，爾後才又讓次子久時繼承。時堯於天正7年（1579年）離世，享年52歲。